# Deep River (Washington)
Deep River es un lugar designado por el censo ubicado en el condado de Wahkiakum en el estado estadounidense de Washington. En el año 2010 tenía una población de 204 habitantes.

## Geografía
Deep River se encuentra ubicado en las coordenadas 46°21′13″N 123°42′18″O / 46.35361, -123.70500.